# Donjon de Cravant
Le donjon de Cravant est un édifice fortifié situé sur la commune de Cravant, dans le département de l'Yonne, en France.

## Localisation
L'édifice fortifié est situé au centre du bourg.

## Historique
Tour médiévale construite à partir de 1304, le donjon a servi de prison au temps des chevaliers de l'ordre du Temple, et est habité depuis le XVIIe siècle,. 
En 1983, Colette Béchet en devient la propriétaire. 
L'édifice est classé au titre des monuments historiques en 1991.
Il est mis en vente en 2023,.